# Escut de Canet de Mar

L'escut de Canet de Mar és un símbol representatiu i oficial del municipi de Canet de Mar, a la comarca del Maresme. Té el blasonament següent:
Escut caironat: d'atzur, un gos passant d'argent encollarat d'or; el peu ondat d'argent amb tres faixes ondades d'atzur. Per timbre, una corona mural de vila.
Aquest Ajuntament va assumir com a escut un que incorpora un gos, senyal parlant, propi, tradicional i
característic del municipi, i tres faixes ondades, que representen la proximitat del mar a la vila.

## Història
L'escut actual fou aprovat per la Resolució PRE/2242/2025, de 12 de juny de 2025, publicada al Diari Oficial de la Generalitat de Catalunya núm. 9436, de 18 de juny de 2025.
El gos és el senyal parlant propi, tradicional i característic del municipi, mentre que les tres faixes ondades representen la proximitat del mar a la vila.